# Rudolf Carnap
Rudolf Carnap (Ronsdorf, Németország, 1891. május 18. – Santa Monica, Kalifornia, 1970. szeptember 14.) német-amerikai filozófus. A logikai pozitivizmus irányzatának szellemi vezére. Fő eredményeket a tudományfilozófia, ismeretelmélet, nyelvfilozófia, matematika, logika, a logika filozófiája, a matematika filozófiája és számítástudomány területén ért el.

## Élete
Ronsdorfban született, a Barmeni Gimnáziumban majd a Jénai és Freiburgi egyetemen végezte tanulmányait. Az egyetemen fizikát, matematikát, és Bruno Bauchtól filozófiát tanult (Bauch leginkább neokantiánusnak mondható). Leghíresebb és legnagyobb hatású tanára viszont Gottlob Frege, a modern logika atyja. Eredetileg Carnap érdeklődése a fizika volt, de a tanulmányait megszakította az első világháború, amely alatt katonaként szolgált. Ezek után folytatta tanulmányait és disszertációját „A tér” (Der Raum) címen írta a tér elméletéről Bauch témavezetésével. Már ez a disszertáció problémás volt, mert sem fizikának, sem filozófiának nem akarták elfogadni. 1922-es védése után folytatta kutatásait a fizika filozófiai kérdéseiről. Ekkor Albert Einstein relativitáselmélete volt hatással több kortárs tudományos beállítottságú filozófusára. 1924 és 1925 között Edmund Husserl szemináriumaira is bejárt. Fiatalon levelezésbe került Bertrand Russell-lel, aki szintén nagy hatással volt rá.
1926-ban Bécsbe költözött, hogy a Bécsi Egyetemen egy akadémiai posztot foglaljon el, és tagja lett az ún. Bécsi körnek, melyet Moritz Schlick vezetett. A kör tagjai, főleg Schlick szorgalmazására találkozott időnként Ludwig Wittgensteinnel is, akinek viszont kissé ellenszenves volt a kör, és különösen Carnap. 1928-ban Carnap publikálta korai fő művét, és a logikai empirizmus korai szakaszának meghatározó művét „A világ logikai felépítése” (Der logische Aufbau der Welt (röviden: Aufbau)) címmel. 1929-ben „A logika vázlata” (Abriss der Logistik) egy matematikai-logikai kézikönyvet adott ki. 1930-ban Hans Reichenbach-hal közösen a „Megismerés” (Erkenntnis) című folyóiratot alapították meg.
1931-ben Prágában nevezték ki professzorrá. Prága akkoriban szoros szellemi kapcsolatban volt Béccsel, és majdnem olyan meghatározó intellektuális központ volt. Willard van Orman Quine ekkor látogatta meg, és lett tanítványa, majd nézeteik eltávolodása mellett jó barátja. Ekkor ismerkedett meg Inával, feleségével. Itt írta 1934-ben másik meghatározó művét „A nyelv logikai Szintaxisa” (Logical Syntax of Language (röviden: Syntax)) címmel.
1935-ben Carnap az Egyesült Államokba emigrált, ahol 1941-ben lett állampolgár. Az emigrációban Quine segítette sok mindenben. A Chicagói Egyetemen kapott állást 1936-ban, és 1952-ig maradt ott. Chicagóban bizonyos okok miatt olyan filozófiai légkör is vette körül, amiben nem érezte jól magát, így egy rövid princetoni állás után a UCLA-n (University of California at Los Angeles) lett professzor 1954-ben.
14 éves korában Carnap eszperantót tanult, később az Eszperantó Világkongresszust meglátogatta, és a nyelvet utazásai során is alkalmazta. Az 1963-as önéletrajzában nagy rajongással ír erről a nyelvről. Ez a rajongás filozófiai nézeteivel kapcsolatos, hiszen Carnap nagy mestere volt a mesterséges, formális nyelveknek, és nagy híve az egységesség (egységes tudomány) eszméjének. Carnap korai fiatalságától fogva antialkoholista volt.

## Könyvei
Az Aufbau: Ebben egy un. fogalmi konstitúciós rendszer felépítését célozta meg, főképpen saját-pszichés élmények alapján (fenomenologikus), a tudomány számára. A könyvre nagy vonalakban lehet azt mondani, hogy kísérlet egy Principia Mathematica természettudományi párhuzamára. Ekkor Carnap és a kör filozófiáját a metafizika értelmetlensége, a tudományos filozófia, az egységes tudomány, a verifikáció elvének tézise (Wittgensteintől) határozta meg.
A Syntax logikáról, (mesterséges) nyelvrendszerek általános szintaktikai kérdéseiről szól. E könyvben fogalmazta meg az un. Tolerancia elvét, amely egy bizonyos konvencionalizmust jelez, továbbá azt a tézist, hogy a tudományfilozófia a tudomány logikájának vizsgálata, amit ekkor szintaktikai vizsgálatokban látott. Innentől Carnap filozófiája az empirizmus liberalizációja, a nyelvfilozófia, részben a konvencionalizmus irányába mozdul el.
Ezek után részben a szintaktikus vizsgálatok elégtelenségének felismerésével, részben Alfred Tarski befolyására szemantikával kezdett el foglalkozni. A Jelentés és szükségszerűség: Egy tanulmány a szemantikáról és a modális logikáról (1947) (Meaning and Necessity: A Study in Semantics and Modal Logic) című könyvben kezdődik el ez az irány. Ennek az iránynak a folytatása és az amerikai filozófia hatására is, hogy filozófiája egy pragmatikusabb fordulatot vett, a szemantika mellé a pragmatikát is felvette a nyelvfilozófiai diszciplínái közé.
"A valószínűség logikai alapjai" (1950) (Logical Foundations of Probability )című művével az akkoriban végleges matematikai és értelmezési keretet nyerő valószínűségi elmélethez járult hozzá, igen részletes rendszerek és analízisek kidolgozásával.
"Az induktív módszerek egy spektruma" (1952) (The Continuum of Inductive Methods (sajnos a continuum-ra most hirtelen nem találtam jobb fordítást. Hivatalos magyar fordítása sajnos nincs Carnap könyveinek.)) című művében a tudomány induktív módszerét próbálta kidolgozni.
E könyvek mellett számos cikket írt különféle filozófiai kérdésekben. Ezen kérdések közül talán a legfontosabbak, az un. protokolltétel-vita, az empirikus ellenőrzés, és jelentés kérdése, a metafizika vizsgálata, az analitikus és szintetikus kérdése, a fizikalizmus és a tudomány egysége.

## Filozófiája
Általánosságban logikai empiristának mondják, és ő maga ezt a kifejezést nagyjából találónak gondolta. A neo-pozitivizmus kifejezést kritizálta, mivel a klasszikus pozitivistáknak az anti-realista nézeteit ő metafizikainak gondolta. Carnap filozófiája összességében a kezdeti, korai logikai empirizmusből egy fejlődést mutat egy nagyon komplex, szofisztikált logikai empirizmus felé. Ebben különböző tézisek, mint célok, alapok, irányok megmaradtak: ilyen a tudományos filozófia, a metafizika ellenesség, a logikai és empirista beállítottság. Bizonyos tézisek viszont változtak, elvetődtek, finomodtak az idő folyamán. A kezdeti redukcionizmus egy liberálisabb változattá fejlődött, a kezdeti atomizmus egy kontextualista nézetté fejlődött, a kezdeti verifikácionizmus helyett a konfirmácionizmus jellemző rá. Ez a változás a logikai empiristaként való kategorizálását az élete vége felé kérdésessé teszi. Carnap filozófiája alaposabb elemzéssel arra is rámutat, hogy tulajdonképpen ez a kategorizálás maga is kérdéses. Carnap egy nagyon egyedi gondolkodóvá fejlődött, akinek komplex világképe csak igen durva leegyszerűsítéssel kategorizálható olyan fogalmakkal, mint realizmus, relativizmus, konvencionalizmus, instrumentalizmus, pozitivizmus, empirizmus. Ezen filozófiák mind valamennyire jellemzőek Carnap nézeteire, de mindegyik egy nagyon meghatározott módon.
A következőkben fő téziseit mutatjuk be.

### Metafizika-ellenesség
Ez a Bécsi Kör filozófiájának legprovokatívabb tézise. A metafizika kiküszöböléséről való elméletét Carnap A metafizika kiküszöbölése a nyelv logikai elemzésén keresztül  című írásában fejti ki. A szerző ebben a metafizika értelmetlenségét mondta ki. A tézis maga kicsit finomodott az idő folyamán, de alapjában a kezdeti megfogalmazás kereteiben maradt. A metafizikai állítások Carnap szerint értelmetlenek és feleslegesek, a metafizika fogalmai üresek, a történelem során elvesztették jelöletüket. Szerinte csak arról lehet értelmesen beszélni, ami verifikálható a mindennapi életben. A metafizika állításai emellett kifejezhetik valakinek a szemléletét, világérzését, azonban ez nem jelent kognitív tartalmat. Carnap a metafizikusokat megtévedt költőkhöz hasonlítja, akik érzéseiket rossz, teoretikus formában akarják kifejezni. Carnap véleménye sok kapcsolódó tézisben változott az idő folyamán, de metafizika-ellenessége mindvégig megmaradt.
A nyelvi keretrendszerek elméletében egy másik szempontból is rekonstruált bizonyos metafizikai kérdéseket. Például a "vannak-e számok?" szerinte tulajdonképpen egy rosszul megfogalmazott pragmatikus döntés. A számok keretrendszerének elfogadása mint praktikus, de nem teoretikus kérdés értelmes. Ezt úgy fogalmazni, hogy "vannak-e számok?" viszont egy rossz megfogalmazás. Ez a rossz megfogalmazás az, ami felesleges, és értelmetlen vitákat okozott a filozófia történetében.
Metafizika-ellenességének megfelelően Carnap vallási kérdésekben nem foglalt állást, de értelmetlennek tekintett olyan kérdéseket is, mint például: szollipszizmus, idealizmus, realizmus, monizmus, dualizmus.

### Verifikácionizmus
Ez a Bécsi Kör egyik leggyakrabban emlegetett tézise. Ugyanakkor egy kérdéses tézis. Carnap esetében ugyan mondhatjuk, hogy a verifikáció szót használta, és szükségesnek tartotta az állítások verifikálhatóságát. Ugyanakkor kérdés, hogy ez mit is jelentett. Nem találunk olyan megfogalmazást, ahol Carnap a verifikációt "bizonyítás" értelemben használta volna. Popper kritikájára Carnap elismerte, hogy az univerzális állítások nem bizonyíthatóak. De kérdés, hogy valaha is állított volna ilyet. Popper kritikája után a "konfirmáció" kifejezést kezdte el használni , és ezek után már egyértelmű, hogy az állítások bizonyíthatóságát nem vallotta. Kérdés, hogy vallotta-e valaha is.

### Nyelvi atomizmus
A nyelvi atomizmus kifejezést a pozitivizmus korai időszakának leírására használják, Wittgenstein és Russell korai filozófiájára. Carnap ezekből a gyökerekből táplálkozott, így filozófiájában kezdetekben a vizsgálat alapegysége az állítás. A kritikák hatására nagyon korán elkezdte finomítani vizsgálatait, és kontextusfüggővé tette azokat. Kérdéses, hogy a nyelvi atomizmust Carnap valaha vallotta volna. Ugyanakkor az Aufbau atomisztikus módon vizsgálódik. Tehát annyit mondhatunk, hogy Carnap kezdetben nyelvi atomista stílusban írt, és ettől explicit módon nem tért el. A későbbi filozófiában hangsúlyt kapott az atomizmustól való eltérés, egészen odáig, hogy szinte minden kérdést nyelvi keretrendszertől függővé tett, ami miatt a relativizmus vádjával illetik. (ld. később)

### Tudományos filozófia
A Bécsi Kör filozófiájához kezdettől fogva hozzátartozott a tudományok nagyra értékelése. Különösképpen a logika fejlődése az, ami lehetőséget teremtett a logikai-empirizmus kifejlesztődésében nagy szerepet játszott. Egy másik fontos tudományos eredmény, amely nagy befolyással volt Carnapékra, az a relativitáselmélet sikere. A legtöbb bécsi körös filozófus tudományos végzettséggel rendelkezett, és a relativitáselmélet szinte mindegyik tagra nagy hatással volt, sokat foglalkoztak ezzel a témával korai időszakukban.
A tudományos filozófia tézise szerint a valóságot érintő összes kognitívan értelmes kérdés tudományos kérdés. Ezen kívül a filozófiának csupán elemző szerepe lehet, azaz lényegében tudományfilozófiából áll. Minden más filozófia vagy tudomány, vagy értelmetlen. Például az etika egy része tudományos, és a pszichológia illetékességébe tartozik, a maradék etika pedig értelmetlenség.

### A szintetikus a priori elvetése
Carnap mindvégig tartotta Kant felbontását az analitikus és szintetikus állításokról, és az a priori és a poszteriori állításokról. Ezen kívül mindvégig lehetetlennek tartotta Kanttal ellentétben a szintetikus a priori állításokat. Ennek példájaként a geometriát hozta fel Kant, amelyet Carnap úgy értékelt, hogy egy tisztázatlanságból fakadó tévedés. Carnap szerint a tiszta matematikai geometria a priori, de nem szintetikus, hanem analitikus; a fizikai geometria pedig ugyan szintetikus, de nem a priori. Ennek illusztrációja Albert Einstein elmélete, amely egy nem euklideszi geometriával dolgozik.

### Mérsékelt konvencionalizmus
Carnapot különösen az újraértékelés után sokan konvencionalistának és relativistának nevezik. Carnapnak ez a konvencionalizmusa a Tolerancia Elvében jelenik meg, és ezt az elvet tartja is a későbbiek folyamán. Ugyanakkor ez a konvencionalizmus korlátos: Carnap szerint bizonyos eszközöket konvencionálisan meg lehet választani, de ezek nem érintenek szintetikus kérdéseket. Tehát a valóság tekintetében egyáltalán nem lehetünk konvencionálisak. A konvenció kérdése az, ami analitikus. Ez a mérsékelten konvencionalista nézet az analitikus és szintetikus felosztásával harmonizál.

### Tudománymetodológia
Carnap ebben sokat írt, de igazából nem dolgozott ki egy teljes tudománymetodológiát. Ismert, hogy Carnap az induktív módszeren dolgozott sokat. Ugyanakkor Popper empirikus tartalmon alapuló módszerét sem vetette el teljesen. Azt sem állította, hogy az elméletek választásának az induktív módszerben kidolgozott "konfirmáció foka" mérőszámon kellene alapulnia kizárólag. Összességében az elméletek választásáról Carnap véleménye az volt, hogy nem is szükséges kiválasztani egy elméletet, mint igaz elméletet: A konfirmáció foka, az empirikus tartalom, az egyszerűség jó mérőszámai egy elmélet értékének, de nem szükséges egyetlen elméletet kiválasztani, és a többit elvetni.

### Redukcionizmus
Az Aufbau-t egy keményen redukcionista próbálkozásnak szokták beállítani. Ebben Carnap minden tudományos fogalom explicit definiálhatóságát követeli meg. Később Carnap lazított a redukcionizmuson, és az implicit definíciókat is elfogadta. A későbbi elméleteiben Carnap külön megfigyelési és teoretikus nyelvet vezetett be. A teoretikus fogalmak bizonyos laza kapcsolatban vannak a "közvetlenül megfigyelhető" fogalmakkal korrespondencia szabályokon keresztül. Ezáltal Carnap konstrukciója végül egy lazán redukcionista jelleget vesz fel: minden fogalomnak kapcsolódnia kell az empirikus megfigyelésekhez egy bizonyos módon, de ez a mód elég sok szabadságot ad különböző teoretikus tudományos fogalmak bevezetésére. Ugyanakkor a konstrukciót Carnap úgy tervezte, hogy alkalmas legyen a metafizikai fogalmak kizárására.

### Protokolltételek
A protokolltételek vita egy elnyúlt, és sok nézetet felvető folyamat volt a Bécsi Körben . Carnap itt különböző nézetek között próbált lavírozni: a fundamentalizmus és a konvencionalizmus között. A fundamentalizmus szerint vannak meghatározott, és biztos alapállítások, amin a tudomány elméletei alapulnak, a konvencionalizmus szerint minden állítás revideálható. Carnap végül a megfigyelési és teoretikus nyelv konstrukciójával, az induktív módszerrel egy olyan nyelvi megoldást alakított ki, amely implicit foglal állást e kérdésben: sok minden elvethető egy elméletben, akár nagyon empirikus állítások is, de mindennek ára van.

### Fizikalizmus
Carnap az Aufbau idejében még erősen fenomenalista volt: a fogalmak egészét fenomenologikus fogalmakra vezette vissza, azaz a megfigyelések a fogalmi konstrukció alapjai. Ugyanakkor már az Aufbauban is azt írja, hogy ugyanígy fizikalista konstrukciót is ki lehet dolgozni. Az Aufbauban tehát Carnap inkább a fenomenalista nyelvet gondolta praktikusnak. De toleráns volt más nyelvezettel szemben is. Neurath hatására elkezdte a fizikalista nyelv előnyeit meglátni. A Syntax után már inkább a fizikalista nyelvet tartotta praktikusnak, ugyanakkor a toleranciája megmaradt. Azaz Carnap sosem kötelezte el magát egyoldalúan egyik irányba sem, a nyelv választását praktikus kérdésnek nevezte. A fizikalizmus terén Carnap célja annak megmutatása volt, hogy a fizikalista nyelv egy lehetséges univerzális nyelve a tudománynak, és ennek megfelelően például sok pszichológiai fogalom, elmélet, állítás fizikalista megfelelőjét dolgozta ki. Ugyanakkor a fenomenalista nyelvvel kapcsolatban is egy hasonlóan kidolgozott programja volt.

### A tudomány egysége
A tudomány egysége a Bécsi Körnek egy másik állandó tézise volt. Carnap nézetei ezügyben némileg változtak, de maga a tézis megmaradt. Láttuk kezdeti redukcionizmusát, ami szintén a tudomány egy igen erős egységességét jelenti. Később a Syntaxtól fogva ez a redukcionizmus szelídül, és a tudomány egysége egy egységes nyelvben valósul meg. Ez a nyelv egyre inkább a fizikalista nyelv lesz, és így a fizikalizmus és a tudomány egységének tézise szorosan összekapcsolódik. Ugyanakkor Carnap mindvégig toleráns a nyelvhasználattal, tehát az egységes nyelv egy elméleti lehetőség, amely mellett a tudományágak eltérő nyelvhasználata egy praktikus, és megengedett jelenség. A fontos itt a fordíthatóság, ekvivalens megfogalmazhatóság.

### Keretrendszer-elmélet
Carnap ezen elhíresült elmélete a nyelvi keretrendszerekről szól, és az internális és externális kérdésekről. Az elmélet szinte teljesen egy cikkhez köthető, amelynek címe "Empiricism, Semantics, and Ontology" ld.  Ez az elmélet a metafizika-ellenesség egy kifinomult változata is egyben. Carnap szerint bizonyos kérdéseknél felmerülhet, hogy ezt a nyelven belül, vagy kívül értelmezzük. Például egy matematikai nyelvben az, hogy "létezik-e kettőnél nagyobb páros prímszám" egy belső kérdés, aminek eldöntésére a nyelvi keretrendszer megadja a lehetőségeket. Ugyanakkor az, hogy "léteznek-e számok", nem egy ilyen belső kérdés, és a keretrendszer semmiféle módot nem ad ennek a kérdésnek az értelmezésére, eldöntésére. Így ez egy értelmetlen kérdés. Ilyen módon lehetnek értelmetlenek a metafizikai kérdések, amelyen emiatt filozófusok sokasága vitázott eredménytelenül, ami nem csoda, hisz nincs meg hozzá a keretrendszer. Másrészről egy hasonló kérdés felvethető: "egyáltalán hasznos nekünk a számok keretrendszere?" ami viszont egy gyakorlati kérdés a keretrendszerek alkalmasságáról. Ez a gyakorlati kérdés viszont nem igazság kérdése, nem teoretikus, hanem praktikus kérdés. Amennyiben a matematika hasznos, alkalmazzuk, ha nem, nem. Ezt téves volna úgy megfogalmazni, hogy vannak számok, vagy nincsenek. Ez egy fajta instrumentalista szemlélete eme kérdéseknek: nem az igazságuk a kérdés, hanem eszközként való alkalmasságuk.

## Hatása
Rudolf Carnapot a Bécsi Kör és a Logikai Pozitivizmus egyértelmű vezéralakjának tartják teoretikus szempontból. E mellett említettük hatását két nagyon jelentős filozófusra: Quine-ra és Popperre. Meg kell még említeni Tarskival és Gödellel való extenzív eszmecseréit. Jaakko Hintikka továbbfejlesztette Carnap induktív módszerét. Korunk legjelentősebb filozófiai irányzatának, az analitikus filozófiának az egyik megalapítójának mondható.
Könyveivel a tudományfilozófián kívül leginkább a valószínűségszámítás, a számítástudomány, a logika, nyelvészet területein hatott, e területek jeles tudósaként is számontartják.

## Kritikák
A neopozitivizmus első jelentős kritikusa Karl Popper volt, aki a „Logik der Forschung" („The Logic of Scientific Discovery”, „A Tudományos Kutatás Logikája”) című könyvét a Bécsi Kör és azon belül Carnap támogatásával jelentette meg. Poppert emiatt is, továbbá bécsi volta miatt, valamint mert nézetei nem állnak olyan nagyon távol a logikai empirizmus nézeteitől, a Bécsi Kör belső ellenzékének nevezték. Carnap jelentős hatással volt a fiatal Popperre bécsi éveiben, fontos volt pályafutásának elindításában .
Popper nézetei a verfikácionizmus kritikáját illetően meghallgatásra találtak, és a kör nézetei módosultak is a konfirmáció, az empirizmus liberalizációja felé. Természetesen nem minden kritikáját fogadták el maradéktalanul. Egy viszonylag racionális vita folyt végig Popper és Carnap között különböző kérdésekben.
Egy másik mérföldkőnek számít 1951-ben Quine „Two Dogmas of Empiricism” („Az empirizmus két dogmája”) című tanulmánya, amely elsősorban az analitikus és szintetikus megkülönböztetése ellen szólal fel, valamint tartalmazza Quine holisztikus, naturalisztikus tudományfelfogásának egy korai leírását is. Quinéről azt kell tudni, hogy Carnap kedves tanítványa és életre szóló barátja volt, mi több, a Bécsi Körnek is élete végéig tagja. Fiatal korában Bécsbe és Prágába utazott Carnaphoz, hogy tanuljon nála, és nézeteinek híve volt. Később nézetei fokozatosan elkülönültek, és jelentősen elágaztak a pragmatizmus, és egy naturalista tudományfilozófia felé .
A közvélemény szerint a neo-pozitivizmust Thomas Kuhn 1962-ben megjelent „The Structure of Scientific Revolutions” („A Tudományos Forradalmak Szerkezete”, a továbbiakban Struktúra című könyve „ölte meg”. Ebben a könyvben a szerző állítólag cáfolja a neo-pozitivizmus számos doktrínáját, és ezzel adta neki úgymond a „végső döfést” . A neo-pozitivizmus cáfolt doktrínái a megfigyelés-elmélet distinkció, a semleges megfigyelési nyelv, a verifikációs kritérium, a tudományos fejlődés akkumulatív, atomisztikus logikai modellje és hasonlók volnának.
Kuhn könyve egyúttal a tudományfilozófia úgynevezett történeti és szociális fordulatának is kezdete, amely nemcsak szakít a logikai-empirizmus bevett nézeteivel, hanem a normatív és logikai megközelítés helyett egy deskriptív és történelmi, szociológiai szempontot vezet be. Ez a fordulat máig is tart.
Kuhn fordulata – melyet Feyerabend anarchizmusa támogatott, majd Bloorék iskolája radikalizált szociológiai irányban – nem csak a tudományfilozófiában volt meghatározó, hanem egy óriási divathullámot indított el a szélesebb kultúrában. Kuhn paradigmáiról nem csak filozófusok, hanem manapság szinte mindenki beszél. Kuhn része lett az általános intelligenciának, a tudományos diskurzusoknak, beleivódott a „hippi-kultúrába”, időnként „fő szentje” a new-age vallásoknak, a science-war jellegű viták általánosan hivatkozott tekintélye. Kuhnt minden szakember és sok nem szakember ismeri, vagy ismerni véli.
Ironikus módon azonban a neo-pozitivizmus bevett nézeteiről szóló fenti nézet az első bekezdésben maga a bevett nézet, legalábbis durva leegyszerűsítés. Ez látszik kibontakozni az utóbbi évek kutatásaiból. A történet ugyanis nem ennyire egyszerű.
Kuhn esetében is egy kicsit hasonló minta szerint alakultak a dolgok: Kuhn ugyan nem volt a körhöz közel, és nem is volt tanítvány, de a könyv megjelenése az International Encyclopedia of Unified Science („Egységes Tudomány Nemzetközi Enciklopédiája”) sorozatban történt, amely a logikai empirizmus akkori egyik fontos orgánuma és Carnap egyik szerkesztője volt. Nos, a bevett nézet szerint ez a mű adta meg a logikai empirizmusnak a kegyelemdöfést azzal, hogy a téziseit cáfolta.

## Újraértékelés
George Reisch 1991-ben publikált egy cikket „Did Kuhn Kill Logical Empiricism?” („Vajon Kuhn ölte meg a logikai empirizmust?”) címmel. Ebből derül ki, hogy Carnap szerkesztői minőségében írt Kuhnnak két levelet, amelyet Reisch publikált elsőnek. A levelek Carnaptól egyértelműen pozitív fogadtatást jeleznek, sőt olyan fogadtatást, amely szerint Carnap nem láthatott gyilkos döfést Kuhn művében.
Van még egy érdekes körülmény: Kuhn nem hivatkozott Carnapra a Struktúrában, és Carnap sem hivatkozott Kuhnra semelyik írásában. Kuhn még Popperre is csak egyszer hivatkozik könyvében.
Ennek magyarázatának mindenképpen komplexebbnek kell lennie, mint az azelőtt bevett nézetnek arról, hogy volt a neo-pozitivizmus, amelyet Kuhn megcáfolt.
Az első fajta reakció és magyarázat eme Kuhnt illető jelenségekre magától Reischtől az volt, hogy Kuhn és Carnap nézetei valójában sokkal közelebb vannak egymáshoz. Kuhn könyve tulajdonképpen a pozitivizmusra támaszkodik Reisch szerint. Kimutatja, hogy a bécsi kör bizonyos filozófusaira (például Otto Neurath) jellemző az a történelmi szemlélet, ami Kuhnra jellemző. Kimutatja, hogy Kuhn jelentősebb filozófiai tézisei közül bizonyos inkommenzurábilitás, a megfigyelések elmélettel terheltsége megtalálható Carnapnál, Carnapnak a nyelvi-keretrendszerről, illetve a külső-belső elhatárolásról szóló elmélete Reisch szerint analóg Kuhn paradigmákról és normál tudományról szóló elméletével.
Így Kuhn pozitív fogadtatása Carnap felől magyarázatot nyer Reisch szerint. Ezt a gondolatot John Earman, Gürol Irzik és Michael Friedman is felkapta, mindannyian hasonló elemzéseket adnak közre, hasonló konklúziókkal. Ugyan Irzik és Earman elvitatkozik egy kis különbségen, hogy Carnapra jellemző-e a megfigyelések elmélettel terheltségének tana az Aufbau után is. De mindannyian részletes elemzéseket adnak párhuzamokról Carnap, vagy más logikai empirista filozófusok és Kuhn nézetei között.
Mindannyian bizonyos szempontokat emelnek ki, de hasonló eredményt mondhatnánk az elemzésüket felhasználva. Természetesen ezek a szerzők nem csupán ismételgetik egymást, hanem más céljaik is vannak az elemzéssel.
Az említett szerzők valamennyire eltérő módon fogalmazzák meg a konklúziójukat. Reisch célja a levelek publikálása, magyarázata, és ezen új gondolat bevezetése. Úgy fogalmaz, hogy Kuhn és Carnap nézetei hasonlóak, de nem állítja, hogy azonosak lennének. Ezen túl a logikai empirizmus „bukásának” magyarázatát nem mondja ezzel megoldottnak. Érthető is, ezzel inkább kérdések merülnek fel ez utóbbi témában, mint megoldások.
Earman már egy felvezetett problémára támaszkodhat, és részletesebb elemzést ad, egy további célja Kuhn és Carnap elméleteinek közös Bayesiánus alapú megfogalmazása. Carnap és Kuhn elméletének hasonlóságáról és interakcióiról szól.
Irzik szintén kész témát örökölve több cikkben még részletesebb elemzést ad, az említett részletben vitatkozva Earmannal. Hasonlónak, és komplementernek nevezi a két filozófus elméleteit.
Friedman hasonló eredményekre jut, ő e mellett egy újkantianista örökséget kíván kimutatni mind Kuhn, mind Carnap esetében.
Mindegyiküknél felmerül a racionalitás, és relativizmus kérdése. Tudni illik, hogy Kuhn-t sokan vádolták relativizmussal, és Kuhn ez ellen tiltakozott. Továbbá ez a Struktúra egy olyan olvasata, ami miatt nagyon népszerű lett. Kuhn szerint viszont az elméletét félreértették. A figyelmesebb elemzés azt mutatta ki, hogy Kuhn a racionalitás egy olyan fogalmát vezette itt be, ami nem algoritmikus, hanem ún. értékek kontrollját jelenti. Ez valóban nagyon hasonlít Carnap leírására a nyelvi keretrendszerek pragmatikus választásáról, ahol a célok érdekében felmutatott értékek számítanak. Így mindegyik e fejezetben említett szerző azt mondja, hogy Kuhn és Carnap eme értelemben racionalisták, és nem relativisták. A relativizmus kérdéséről itt mélyebben nem tudok értekezni, csupán a párhuzamot kívántam felvázolni.
Oliveira már revizionistának nevezi az említett szerzőket, és részben kritizálja a nézeteiket, vagy vélt nézeteiket. Utal arra, hogy Carnap sosem idézte Kuhnt műveiben, és a Reisch által publikált levelek magyarázatát inkább abban látja, hogy Carnap a tudománytörténetet nem tekintette filozófiának, és így nem azért fogadta pozitívan Kuhn könyvét, mert hasonló nézetnek tekintette volna, hanem azért, mert eltérő tematikájúnak, azaz egy jó tudománytörténeti könyvnek.
Összességében Reisch, Friedman, Earman, Irzik révén Carnap filozófiájának egy újraértékelése kezdődött meg, elsősorban későbbi művei kaptak több figyelmet, és ezeknek elemzése egy sokkal összetettebb képet ad Carnapról, mint a bevett nézet képe.

## Művei

### Magyarul
Teljes könyve ezidáig nem jelent meg. Cikkek a következő gyűjteményekben olvashatóak:
- A Bécsi Kör filozófiája. Budapest, Gondolat, 1972
- Kortárs tanulmányok a logikaelmélet kérdéseiről. Budapest, Gondolat, 1985
- Tudományfilozófia, szöveggyűjtemény, szerkesztette Laki János, Osiris kiadó, Budapest, 1998
- Tudományfilozófia, szöveggyűjtemény, szerkesztette Forrai Gábor és Szegedi Péter, Áron kiadó, Budapest, 1999

### Angolul és/vagy németül
- Der Raum: Ein Beitrag zur Wissenschaftslehre, dissertation (A tér: Hozzájárulás a tudományfilozófiához, disszertáció), 1922
- Über die Abhängigkeit der Eigenschaften der Raumes von denen der Zeit (A tér tulajdonságainak függősége az idő tulajdonságaitól), 1925
- Physikalische Begriffsbildung (A fizikai fogalmak képzéséről), 1926
- Scheinprobleme in der Philosophie (Álproblémák a filozófiában), 1928
- Der Logische Aufbau der Welt (A világ logikai felépítése), 1928
- (Otto Neurath és Hans Hahn együttműködésével) Wissenschaftliche Weltauffassung der Wiener Kreis (A Bécsi Kör tudományos világfelfogása), 1929
- Abriss der Logistik, mit besonderer Berücksichtigung der Relationstheorie und ihrer Anwendungen (A logika vázlata, különös tekintettel a relációselméletre és annak felhasználására), 1929
- The Unity of Science, 1934
- Logische Syntax der Sprache (A nyelv logikai szintaxisa), 1934
- Philosophy and Logical Syntax (Filozófia és logikai szintaxis), 1935
- The logical syntax of language (A nyelv logikai szintaxisa, 1934 angol fordítása), 1937
- Logical Foundations of the Unity of Science (A tudomány egységének logikai alapja), 1938
- Foundations of Logic and Mathematics (A matematika és logika alapjai), 1939
- Introduction to Semantics (Bevezetés a szemantikába), 1942
- Formalization of Logic (A logika formalizálása), 1943
- Meaning and Necessity (Jelentés és szükségszerűség) 1947
- Logical Foundations of Probability (A valószínűség logikai alapjai), 1950
- The Continuum of Inductive Methods (Az induktív módszer kontinuuma), 1952
- Einführung in die Symbolische Logik (Bevezetés a szimbolikus logikába), 1954
- The Philosophy of Rudolf Carnap (Rudolf Carnap filozófiája, Carnap itt az életrajzzal, és válaszokkal járult hozzá a könyvhöz), 1963
- Philosophical Foundations of Physics (A fizika filozófiai alapjai), 1966
- Two Essays on Entropy (Két esszé az entrópiáról), 1977

## Szakirodalom Carnapról
- S. Awodey, C. Klein (szerk.): „Carnap Brought Home”, Open Court, 2004
- R. Ciera: “Carnap and the Vienna Circle”, Edition Rodopi, 1994
- R. Giere, A.W. Richardson ed. „Origins of Logical Empiricism”, University of Minnesota Press, 1996
- G. Restall: „Carnap’s Tolerance, Language Change and Logical Pluralism”, Journal of Philosophy 99, 426–443, 2002 http://www.consequently.org/papers/carnap.pdf
- R. Creath (szerk.) (1990): „Dear Carnap, Dear Van”, University California Press
- J. Earman (1993): “Carnap, Kuhn, and the Philosophy of Scientific Methodology”, In Horwitch, P. (ed.)
- G. Irzik, T. Gruenberg (1995): “Carnap and Kuhn: Arch Enemies or Close Allies” Brit. J. Phil. Sci., 46.
- G. Irzik (1999): “A re-evaluation of logical empiricism”, Revista Patagonia de Filosofia, Ano 1, Vol. 1, No. 1. 49-68.
- J. C. P. Oliveira (2002): „Carnap, Kuhn and Revisionism: On the Publication of "Structure" in "Encyclopedia"”, publikálatlan http://philsci-archive.pitt.edu/archive/00000708/
- M. Friedman: "Reconsidering Logical Positivism", Cambridge University Press, Cambridge (United Kingdom), 1999
- J. Proust: „Questions of Form, Logic and the Analytic Proposition from Kant to Carnap”, University of Minnesotta Press, 1986
- M. Brendel: "A hiányzó keretrendszer", Magyar Filozófiai Szemle, 2007/3-4., 313–340. PDF[halott link]
- M. Brendel: „Carnap, Popper, Gödel: Vajon az univerzalitás cáfolható-e a nem-teljességgel”, Magyar Filozófiai Szemle, 2005/4, 657-681. PDF[halott link]
- M. Brendel: "'Et tu mi fili, Thomas?!' – avagy bevett nézet a bevett nézetről", Világosság, vol 10. 2007, PDF
- Forrai Gáborː Rudolf Carnap; Kossuth, Budapest, 1984 (A polgári filozófia a XX. században)